# Cine Callao
Il Cine Callao è una sala cinematografica che si trova nella Plaza de Callao di Madrid e che viene spesso utilizzata per le anteprime di film e per le proiezioni per la stampa.
L'edificio è stato progettato da Luis Gutiérrez Soto con un impianto razionalista e con una facciata che presenta elementi art déco e tecniche ispirate alla Secessione viennese.
La sala venne inaugurata l'11 dicembre 1926 e il 13 giugno 1929 ospitò la prima proiezione in Spagna del primo film sonoro Il cantante di jazz.
Il piano seminterrato dell'edificio venne utilizzato inizialmente per il cabaret ma nel tempo ha cambiato funzione ed è diventato una sala biliardo, una sala da pranzo sociale durante la guerra civile e una discoteca negli anni '70.
Oggi il cinema è ancora attivo e ha 2 sale di proiezione e sul tetto viene realizzato un cinema all'aperto.